# Verkiezingen voor het Europees Parlement 2014/Kandidatenlijst/IQ, de Rechten-Plichten-Partij
De kandidatenlijst voor de Europese Parlementsverkiezingen 2014 van IQ, de Rechten-Plichten-Partij (lijstnummer 10) is na controle door de Kiesraad als volgt vastgesteld:
1. Niessen G. (Gunther), Delft[2]

CDA-Europese Volkspartij · 
PVV (Partij voor de Vrijheid) ·
P.v.d.A./Europese Sociaaldemocraten ·
VVD ·
Democraten 66 (D66)-ALDE ·
GROENLINKS ·
SP (Socialistische Partij) ·
ChristenUnie-SGP ·
Artikel50 ·
IQ, de Rechten-Plichten-Partij ·
Piratenpartij ·
50PLUS ·
De Groenen ·
Anti EU(ro) Partij ·
Liberaal Democratische Partij ·
JEZUS LEEFT ·
ikkiesvooreerlijk.eu ·
Partij voor de Dieren ·
Aandacht en Eenvoud